# Línguas hmong-mien
As línguas hmong-mien ou miao-yao formam uma pequena família de línguas do sul da China e Sudeste asiático. Elas são faladas nas regiões montanhosas do sul da China, incluindo as províncias de Guizhou, Hunan, Yunnan, Sichuan, Guangxi e Hubei, onde têm sido relegadas como língua dos 'povos da montanha', ao passo que os invasores han ocupam os vales mais férteis. Nos últimos 300–400 anos, os hmong e certos povos mien tem migrado para a Tailândia, Laos, Vietnã e Myanmar. Como resultado das guerras da Indochina, muitos falantes do hmong deixaram o Sudeste Asiático em direção à Austrália, Estados Unidos, e outros países.

## Relações
Os hmong (miao) e mien (yao) são línguas claramente distintas, mas intimamente relacionadas. A relação da pouco conhecida língua ho nte (mandarin shē) é obscura, mas pensa-se que seja mais próxima ao mien. Parte da dificuldade se deve ao fato de que essa língua tem sido fortemente influenciada pelas línguas vizinhas. Uma proposta de classificação interna é listada abaixo. 
Classificações lingüísticas anteriores incluem as línguas hmong-mien dentro da família de línguas sino-tibetanas, onde elas permanecem em muitas classificações chinesas, mas o consenso atual entre os lingüistas ocidentais é de que elas constituem uma família separada. As origens dessa família se encontram no sul da China, ou talvez na região central. A atual região de grande diversidade entre os rios Yangtze e o Mekong, mas não há razão para se acreditar que eles migraram do norte devido à expansão dos hans chineses. 
Alguns estudiosos têm proposto que as línguas hmong-mien podem ser parte da superfamília áustrica, mas têm surgido poucas evidências disso. Em todo caso, é interessante notar que os sub-clades do haplogrupo O do DNA Y que são típicos dos povos hmong-mien (O3a3, O3a4) pertencem ao grupo O3a5 que é também encontrado nos falantes das línguas sino-tibetanas.

## Nomes
Os nomes em mandarim para essa língua são miáo e yáo. 
Meo, hmu, mong, e hmong são nomes locais para o miao, mas devido ao fato da maioria dos refugiados laocianos chamarem a si de hmong/mong, esse nome têm sido mais conhecido que os outros em décadas recentes. No entanto o nome hmong não é usado na China, onde a maioria dos miao vive. 
O nome chinês miao, por outro lado, é para o povo yao, sendo um termo mais cultural do que etno-linguístico. Este grupo inclui povos falantes do mien, kadai, yi e línguas miao. Por essa razão o gentílico mien pode ser preferido como menos ambíguo.
As palavras hmong e mien, ambas significando 'pessoa', são cognatos.[carece de fontes?]

## Características
Como muitas línguas do sul da China, as línguas hmong-mien tendem a ser monossilábicas e analíticas. As línguas dessa família estão entre as mais fortemente tonais do mundo.

## Classificação interna proposta
O Ethnologue lista 35 línguas hmong-mien, algumas das quais são mutuamente inteligíveis  A classificação a seguir é de James Matisoff 2001. 
- Línguas hmong (miao)                                                                                                          
  -  ? 'Gelo'
  - Hmong setentrional
    - Xiangxi miao (miao vermelho)

  - Hmong ocidental
    - Libo miao
    - Weining miao
    - Yi miao
    - Hmong padrão (inclui hmong njua (miao azul/verde), hmong daw (miao branco), e magpie miao)

  - Hmong central
    - Qiandong miao (miao negro)
    - Longli miao

  - Oriental Guizhou
  - Patengico
    - Pa-hng
    - Yongcong

- Línguas mien (yao)
  - Iu mien
  - Kim mun
  - Ba pai

Em adição, a posição do ho nte é obscura.
Para a consulta de outros esquemas tais como um proposto por Strecker e um para o miao por lingüistas chineses, vaja Bryce Schroeder's Hmong page.

## Leitura
- Enwall, J. (1995). Hmong writing systems in Vietnam: a case study of Vietnam's minority language policy. Stockholm, Sweden: Center for Pacific Asian Studies.
- Enwall, J. (1994). A myth become reality: history and development of the Miao written language. Stockholm East Asian monographs, no. 5-6. [Stockholm?]: Institute of Oriental Languages, Stockholm University. ISBN 171532692
- Lombard, S. J., & Purnell, H. C. (1968). Yao-English dictionary.
- Lyman, T. A. (1979). Grammar of Mong Njua (Green Miao): a descriptive linguistic study. [S.l.]: The author.
- Lyman, T. A. (1974). Dictionary of Mong Njua: a Miao (Meo) language of Southeast Asia. Janua linguarum, 123. The Hague: Mouton.
- Lyman, T. A. (1970). English/Meo pocket dictionary. Bangkok, Thailand: German Cultural Institute, Goethe-Institute.
- Purnell, H. C. (1965). Phonology of a Yao dialect spoken in the province of Chiengrai, Thailand. Hartford studies in linguistics, no. 15.
- Smalley, W. A., Vang, C. K., & Yang, G. Y. (1990). Mother of writing: the origin and development of a Hmong messianic script. Chicago: University of Chicago Press. ISBN 0-226-76286-6
- Smith, P. (1995). Mien-English everyday language dictionary = Mienh in-wuonh dimv nzangc sou. Visalia, CA: [s.n.].